# Jason Carter (Schauspieler)

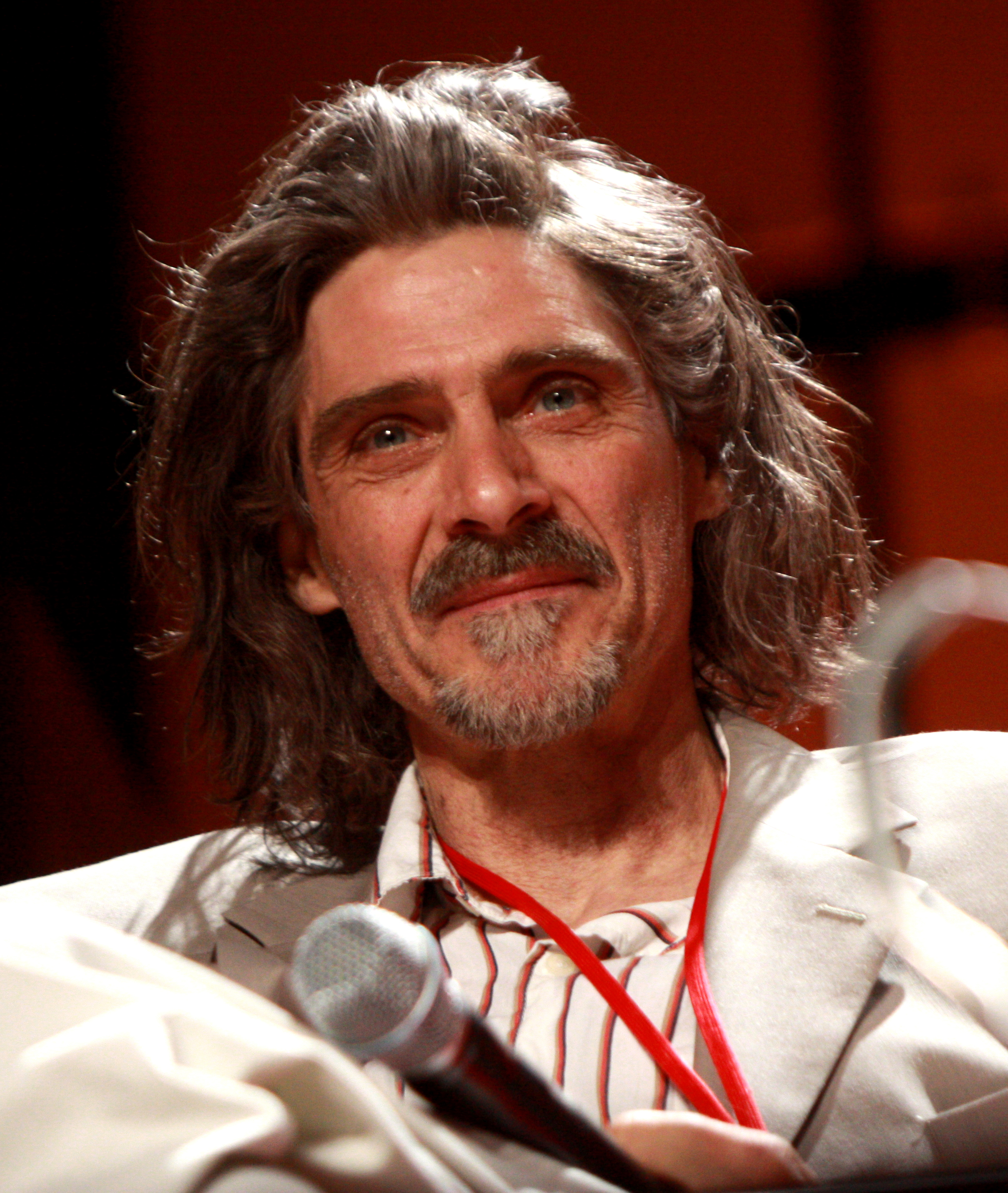
Jason Carter (2013)

Jason Brian Carter (* 23. September 1960 in London, England, Vereinigtes Königreich) ist ein britischer Schauspieler. Bekannt wurde er vor allem durch seine Rolle des Marcus Cole in der Fernsehserie Babylon 5.

## Leben
Carter wurde in London geboren und wuchs in Gainsborough, einer Kleinstadt in Lincolnshire, auf. Nach einer Schauspielausbildung an der London Academy of Music and Dramatic Art hatte er 1982 seinen ersten Auftritt in einer Fernsehserie. In Capstick’s Law hatte er 1989 seine erste wiederkehrende Rolle, die nächste folge 1994 in Beverly Hills, 90210. Von 1995 bis 1997 verkörperte er den Ranger Marcus Cole in der Science-Fiction-Serie Babylon 5.
Carter hatte außerdem Gastauftritte in bekannten Fernsehserien wie Viper, Diagnose: Mord, Superman – Die Abenteuer von Lois & Clark, Der Sentinel, Charmed, Angel – Jäger der Finsternis und V.I.P. – Die Bodyguards.
Carter ist mit der Darstellerin Susie Singer verheiratet. Das Paar hat drei gemeinsame Kinder.

## Filmografie
- 1978: The Mill on the Floss (Fernsehserie, 1 Folge)
- 1982: Jackanory Playhouse (Fernsehserie, 1 Folge)
- 1983: The Hard Word (Fernsehserie, 5 Folgen)
- 1983: Play for Today (Fernsehserie, 1 Folge)
- 1983: Forever Young
- 1984: Die unglaublichen Geschichten von Roald Dahl (Fernsehserie, 1 Folge)
- 1984: Just Good Friends (Fernsehserie, 1 Folge)
- 1984: Ellis Island (Fernsehserie, 3 Folgen)
- 1985: König David (King David)
- 1985: Ligmalion: A Musical for the 80s (Fernsehfilm)
- 1987: Jim Hensons beste Geschichten (Fernsehserie, 1 Folge)
- 1987: Des Kaisers neue Kleider
- 1987: Die geheime Seite der Stadt
- 1988: Afrika, mein Leben (Fernsehfilm)
- 1988: This Is David Lander (Fernsehserie, 1 Folge)
- 1989: Capstick’s Law (Fernsehserie, 6 Folgen)
- 1990: Surgical Spirit (Fernsehserie, 1 Folge)
- 1991: She-Wolf of London (Fernsehserie, 1 Folge)
- 1991: The Orchid House (Fernsehserie, 3 Folgen)
- 1991: The Bill (Fernsehserie, 1 Folge)
- 1992: Incident in Judaea (Fernsehfilm)
- 1992: Dakota Road
- 1992: Mrs. 'Arris Goes to Paris
- 1993: Tropical Heat (Fernsehserie, 1 Folge)
- 1993: Boiling Point (Kurzfilm)
- 1993: Taking Liberty
- 1993: Punto di Fuga
- 1994: Viper (Fernsehserie, 2 Folgen)
- 1994: Beverly Hills, 90210 (Fernsehserie, 5 Folgen)
- 1995: Diagnose: Mord (Fernsehserie, 1 Folge)
- 1995: Superman – Die Abenteuer von Lois & Clark (Fernsehserie, 1 Folge)
- 1995: Georgia
- 1995: High Tide - Ein cooles Duo (Fernsehserie, 1 Folge)
- 1995: The Dark Dancer
- 1995–1997: Babylon 5 (Fernsehserie, 24 Folgen)
- 1996: Der Sentinel – Im Auge des Jägers (Fernsehserie, 1 Folge)
- 1997: Conor, der Kelte (Fernsehserie, 1 Folge)
- 1997: Hinterm Mond gleich links (Fernsehserie, 1 Folge)
- 1997: Zwei Singles im Doppelbett (Fernsehserie, 1 Folge)
- 1999: Blink of an Eye
- 1999: G vs E (Fernsehserie, 1 Folge)
- 2000: Charmed – Zauberhafte Hexen (Charmed, Fernsehserie, eine Folge)
- 2002: The Mesmerist
- 2002: Angel – Jäger der Finsternis (Fernsehserie, 1 Folge)
- 2002: V.I.P. – Die Bodyguards (Fernsehserie, 1 Folge)
- 2002: Demon Under Glass (Direct-to-Video)
- 2002: A Midsummer Night’s Rave
- 2003: Behind the Red Door
- 2003: She Spies (Fernsehserie, 1 Folge)
- 2004: Dixon Maison: Mystery at Hillyard Manor
- 2004: Dead End Road
- 2006: Circuit 3: The Street Monk (Direct-to-Video)
- 2007: The Daughters of Darkness (Direct-to-Video)
- 2007: The Final Curtain
- 2008: Revamped (Direct-to-Video)
- 2009: Blood Ties
- 2010: Vampire
- 2010: Rage 2 - Dead Matter
- 2013: Pendragon P.I. (Kurzfilm)
- 2013: Sidewalk Singer
- 2014: Surrender
- 2016: Roots (Fernsehserie, 1 Folge)
- 2016: Das Duell
- 2016: Room Service (Kurzfilm)